# Krista Hauser
Krista Hauser, auch Krista Nowak-Hauser (geboren am 9. Oktober 1941 in Innsbruck; gestorben am 5. Februar 2024) war eine österreichische Journalistin, Autorin und Dokumentarfilmerin.

## Leben
Nach Studien der Germanistik und Geschichtswissenschaften verbrachte sie nach kurzer Zeit bei der Tiroler Tageszeitung den Großteil ihrer beruflichen Laufbahn beim Österreichischen Rundfunk. Bei diesem machte sie sich über Jahre besonders als Sendungsgestalterin und Dokumentarfilmerin einen Namen. Ein Schwerpunkt ihrer journalistischen Arbeit lag in Berichterstattung über die Tiroler Kultur.
Sie gestaltete Filme über Erich Fried, Egon Schiele und die Architektin Margarete Schütte-Lihotzky.
Archivalien von Krista Hauser verwahrt das Forschungsinstitut Brenner-Archiv der Universität Innsbruck. An dieser war sie auch als Lehrbeauftragte für „Literaturvermittlung in Print- und audiovisuellen Medien“ tätig.

## Familie
Hauser war die Mutter des Journalisten Rainer Nowak. Der Vater ihres Sohnes war der Tageszeitungsjournalist Josef A. Nowak.

## Werke
- Ruth Drexel: Eine Biografie von Krista Hauser
- Renate Krauss. von Krista Hauser (Autor), Egon Wurm (Illustrator)
- Krista Hauser, Peter Frank: Twenty-Eight Questions: Anton Christian Paintings for Erich Fried
- Krista Hauser: Drei Generationen Prachensky von Malern, Baumeistern, Architekten zum 70. Geburtstag von Hubert Prachensky. Katalog zur Ausstellung im Kongreßhaus, Innsbruck 1986.